# Kopito (Danilovgrad)
Pour les articles homonymes, voir Kopito.
Kopito (en serbe cyrillique : Копито) est un village du centre du Monténégro, dans la municipalité de Danilovgrad.

## Démographie

### Évolution historique de la population
| 1948 | 1953 | 1961 | 1971 | 1981 | 1991 | 2003 |
| ---- | ---- | ---- | ---- | ---- | ---- | ---- |
| 137  | 143  | 162  | 105  | 120  | 87   | 202  |